# ماكسيميليان رينر
ماكسيميليان رينر (بالألمانية: Maximilian Renner)‏ هو عالم حيوانات وأستاذ جامعي ألماني، ولد في 4 نوفمبر 1919 في ميونخ في ألمانيا، وتوفي في 20 مارس 1990.